# John MacWhirter
John MacWhirter RA (Edimburgo,  27 de março de 1839 - Londres, 28 de janeiro de 1911) foi um pintor de paisagens escocês.

## Biografia
John era o terceiro de quatro filhos. Uma de suas irmãs mais velhas, Agnes MacWhirter também foi uma artista notável de naturezas-mortas. Ele freqüentou uma escola em Colinton e, após a morte de seu pai, foi aprendiz de Oliver & Boyd, livreiros em Edimburgo. Ele ficou lá por apenas alguns meses e, em 1851, matriculou-se na Academia de curadores, sob Robert Scott Lauder e John Ballantyne (1815-1897). Ele passou longos períodos desenhando e estudando a natureza ao ar livre. Sua primeira pintura a ser exibida na Royal Scottish Academy, aos 14 anos, foi 'Old Cottage at Braid'. Em 1880, ele foi nomeado membro honorário da Royal Scottish Academy. Explorando e pintando no exterior, ele visitou Itália, Sicília, Suíça, Áustria, Turquia, Noruega e Estados Unidos - os Alpes são uma grande inspiração. Ele se mudou para Londres em 1867 e em 4 de maio de 1893 foi eleito Royal Academician. 

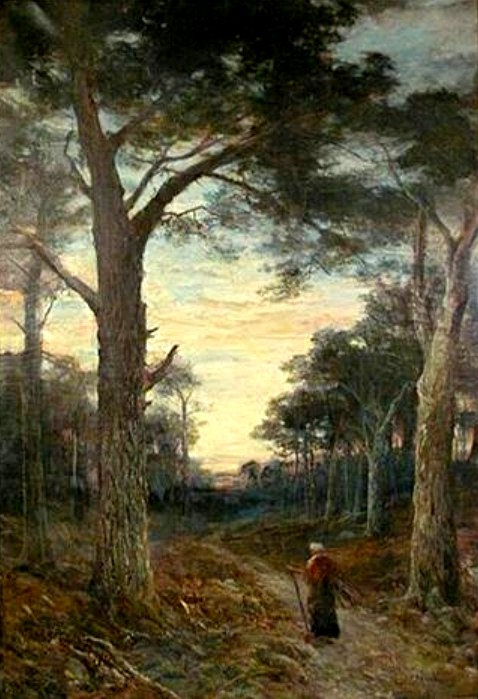
Os Portões da Floresta, 1910 (Royal Academy)

A MacWhirter especializou-se em paisagens românticas, com uma grande predileção por árvores, passando muito tempo na paisagem montanhosa de Perthshire. Inicialmente, sob a influência de John Everett Millais, ele experimentou as imagens detalhadas dos pré-rafaelitas, mas depois adotou um estilo mais abrangente. Com John Pettie, ele ilustrou a poesia de Wordsworth para os jovens (Strahan, 1863). Com Waller H. Paton e outros, MacWhirter ilustrou As Obras Poéticas de Edgar Allan Poe (Hislop, 1869). 
Casou-se com Catherine ('Katie') Cowan Menzies (n. 1843) em 1872, seu cunhado o Rev. James McFarlan oficiando. O casal morou em 1 Abbey Road, St. John's Wood, na década de 1870, e tinha duas filhas e dois filhos: 
1. Agnes Helen ('Nan') * 1873 x Charles Sims
2. Helen Agnes * 1875 x Sydney Malcolm Baird
3. Ulric George * 1878
4. Alan Gordon * 1882 x Doris May Cook

MacWhirter tem pinturas em várias coleções britânicas, incluindo a Royal Holloway University de Londres, Cheltenham e Derby Art Gallery.